# Роберт Лукетић
Роберт Лукетић (енгл. Robert Luketic; Сиднеј, 1. новембар 1973) је аустралијски филмски редитељ. Режирао је филмове За све је крива свекрва, Правна плавуша, Врхунска игра, Параноја и Слаткиш и убица.

## Рани живот
Роберт Лукетић је рођен у Сиднеју, као старији од двоје деце од оца Хрвата и маjке Италијанке.

## Филмографија
- Правна плавуша (2001)
- Састанак са Тедом Хамилтоном (2004)
- За све је крива свекрва (2005)
- Врхунска игра (2008)
- Гола истина (2009)
- Слаткиш и убица (2010)
- Параноја (2013)